# Swakopmund fyr
Swakopmund är en fyr i Swakopmund i Namibia som byggdes när landet var en tysk koloni.
Den första fyren i Swakopmund byggdes på hamnpiren år 1902, men den förstördes i en storm några månader senare.
I juli samma år började man att bygga ny fyr på en kulle ett stycke väg från piren. Fyren var 11,5 meter hög och byggd av granit och hade en lanternin med en kupol på toppen. Fyrapparatens linser var monterade i en cirkel som gav fyren en blinkande fyrkaraktär när den vreds runt.

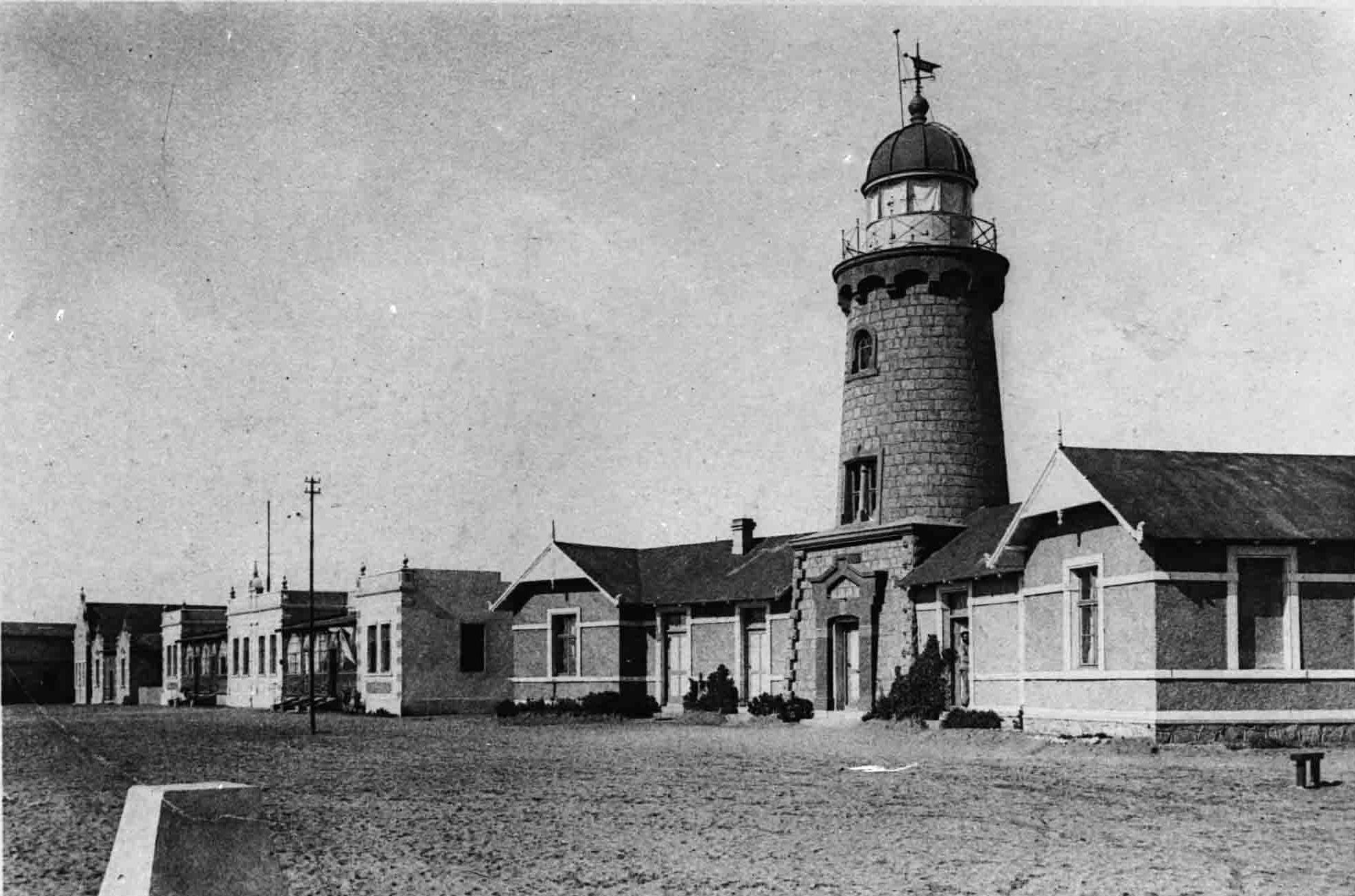
Den nybyggda fyren av granit år 1902.

När fyren skulle byggas tio meter högre år 1910 demonterades lanterninen och lyftes tillbaka på sin plats när ombyggnaden var klar. År 1940 monterades en racon på lanterninens tak.
Fyren avbemannades år 1956 och 1982 monterades en kraftigare fyrlykta som ökade lysvidden från 8 till 18 sjömil. Den visar två blixtar var tionde sekund.
I februari 1994 överfördes ansvaret för fyren från Sydafrikas hamnmyndigheter till Namibia. Den renoverades år 2011 och målades om 2016. Ett litet museum har inretts i fyrvaktarbostaden.
Det finns planer på att bygga affärer, affärer och lägenheter framför fyren. Den nya byggnaden skulle skymma ljuset från fyren så projektet har stoppats tillfälligt.
Fyrplatsen och fyrvaktarbostaden kan besökas men fyren är stängd för allmänheten.